# Тамахори, Ли
Ли Тамахори (англ. Lee Tamahori; род. 17 июня 1950, Веллингтон, Новая Зеландия) — новозеландский кинорежиссёр.

## Биография
Родился в столице Новой Зеландии — Веллингтоне. Его отец был маори, мать — британкой. Он закончил Massey High School, начал карьеру как рекламный художник и фотограф. Во второй половине 1970-х работал оператором на государственном телевидении Новой Зеландии, а в 1980-х годах — преимущественно помощником кинорежиссёров (например, в фильме Нагисы Осимы «Счастливого Рождества, мистер Лоуренс»). В 1986 году стал одним из учредителей и режиссёров продюсерской компании Flying Fish, специализирующейся на выпуске рекламных роликов.
Его первой и успешной режиссёрской киноработой стала драма «Когда-то они были воинами» (1994), премьера которой состоялась на Венецианском кинофестивале. Первым фильмом в Голливуде — «Скала Малхолланд» (1996): о спецгруппе полицейских, жестоко истребляющих преступность в Лос-Анджелесе в 1950-х. Детективный триллер с Морганом Фриманом в главной роли «И пришел паук» вышел в (2001). В год 40-летия бондианы вышла картина «Умри, но не сейчас» (2002).
Летом 2011 года на киноэкраны выпущен фильм «Двойник дьявола», основанный на мемуарах Латифа Яхиа и рассказывающий историю иракца, решившего стать двойником старшего сына Саддама Хусейна.

## Фильмография

### Режиссёр
2023 - На краю Земли / The Convert
- 2016 — Патриарх[англ.]
- 2011 — Двойник дьявола / The Devil’s Double
- 2007 — Пророк / Next
- 2005 — Три икса 2: Новый уровень / xXx: State of the Union
- 2002 — Умри, но не сейчас / Die Another Day
- 2001 — И пришёл паук / Along Came a Spider
- 1997 — На грани / The Edge
- 1996 — Скала Малхолланд / Mulholland Falls
- 1994 — Когда-то они были воинами / Once Were Warriors
- 1989 — Thunderbox

### Актёр
- 1999 — Я и Уилл / Attendant, Me and Will
- 2004 — Скажи им, кто ты есть / Tell Them Who You — играет самого себя